# 戈羅德內 (洛佐瓦區)
48°58′26″N 36°31′3″E / 48.97389°N 36.51750°E
霍羅德涅（烏克蘭語：Городнє）是位於烏克蘭東部的村莊，由哈爾科夫州洛佐瓦區的洛佐瓦市鎮負責管轄。該村始建於1856年，面積0.17平方公里，海拔高度129米，2001年人口67，人口密度每平方公里401.2人。